# Жорж Пішар
Жорж Піша́р (фр. Georges Pichard) — французький художник-карикатурист і коміксист. Автор численних ілюстрацій та коміксів для розважальних журналів, відомий зокрема за роботами еротичної тематики.

## Біографія
Жорж Пішар народився 17 січня 1920 року в Парижі. Навчався у школі прикладних мистецтв. Спершу хотів стати письменником, але в 1946 році зосередився на графіці. Малював рекламу, ілюстрації та карикатури в різній пресі, зокрема «Le Rire» та «Les Veillées des Chaumières». Його першим коміксом став «Міс Мімі», створений у 1956 році для журналу «La Semaine de Suzette». Паралельно викладав у школі прикладних мистецтв.
У 1964 році він об'єднався з письменником Жаком Лобом і разом вони започаткували гумористичний комікс «Тенебракс» для журналу «Chouchou» і пригодницько-пародійний комікс «Підводник» для тижневика «Pilote». На фоні сексуальної революції у Франції в 1960-і, славу їм принесли однак еротично-гумористичні комікси про Бланш Епіфані — молоду жінку, що постійно встряє в пікантні ситуації. Вперше надрукований у 1967 в журналі «V», він продовжувався, зображаючи пригоди Блаш в місцях, де в той час відбувались які-небудь резонансні події: США, Африка, В'єтнам. Наступним став «Одіссей» (1968) для «Linus».
У 1970 Жорж Пішар разом з Жоржем Воленскі започаткував комікс про Полетту, що через відверті обкладинки був заборонений в низці муніципалітетів Франції. Втім, це ж посприяло популярності коміксів Пішара. Їх ідейними продовжувачами стали «Кароліна Холера» (1976, видавництво «L'Écho des Savane»), «Марія-Габріелла» (1981, «Glénat») і «Кармен» (1981, «Albin Michel»). Впродовж багатьох років також співпрацював з Дені Дубосом, малюючи комікси різної тематики, та письменником-фантастом Жаном-П'єром Андервоном та Роберто Равіолою.
Жорж Пішар прославився в 1980-90-ті еротичними коміксовими адаптаціями класичних романів, таких як «Золотий віслюк», «Дон Жуан» чи «Жерміналь», а також ілюстрованою «Кама-сутрою».
Помер у Парижі 7 червня 2003 року.

## Основні твори
| Назва українською                                      | Назва в оригіналі                                           | Рік0 | К-сть томів | Видавець                 | Примітка                              |
| ------------------------------------------------------ | ----------------------------------------------------------- | ---- | ----------- | ------------------------ | ------------------------------------- |
| Тенебракс                                              | Ténébrax                                                    | 1963 |             | Serg                     | текст Жака Лоба                       |
| Підводник                                              | Submerman                                                   | 1967 | 6           | Glénat                   | текст Жака Лоба                       |
| Солодкі сторінки                                       | Lolly-strip                                                 | 1972 |             | Losfeld                  | текст Дені Дубоса                     |
| Бланш Епіфані                                          | Blanche Epiphanie                                           | 1972 | 6           | Serg/Dargaud             | текст Жака Лоба                       |
| Полетта                                                | Paulette                                                    | 1971 | 7           | Le Square/Dargaud        | текст Жоржа Воленскі                  |
| Одіссей                                                | Ulysse                                                      | 1974 | 2           | Dargaud                  | текст Жака Лоба                       |
| Пригоди де ля Джеймса Т'єр-Бонда: Справи пішли, Сахаро | Les Aventures de la James du Tiers-Bond: Ah ! ça ira Sahara | 1975 |             | ABC                      | текст Франсуа Превоста                |
| Кароліна Холера                                        | Caroline Choléra                                            | 1975 | 2           | Editions du Fromage      | текст Дені Дубоса                     |
| Марія-Габріелла в Сент-Ентропі                         | Marie-Gabrielle de Saint-Eutrope                            | 1977 | 2           | Glénat                   |                                       |
| Едвард/Заповідник                                      | Édouard/La Réserve                                          | 1978 |             | Le Square                | текст Жана-П'єра Андервона            |
| Завод                                                  | L'usine                                                     | 1979 | 2           | Glénat                   |                                       |
| Ці теж                                                 | Ceux–là                                                     | 1980 | 2           | Le Square                | текст Жана-П'єра Андервона            |
| Промисловість                                          | Les manufacturées                                           | 1980 |             | Le Square                | текст Faraldo                         |
| Кармен                                                 | Carmen                                                      | 1981 |             | Albin Michel             | за новелою Проспера Меріме            |
| Борнео Джо                                             | Bornéo Jo                                                   | 1983 | 2           | Albin Michel             | текст Дені Дубоса                     |
| Червона графиня                                        | La Comtesse rouge                                           | 1985 |             | Editions Dominique Leroy | за текстом Леопольда фон Захер-Мазоха |
| Відьми з Фессалії                                      | Les Sorcières de Thessalie                                  | 1985 | 2           | Glénat                   | за текстом Апулея                     |
| Квітка лотоса                                          | La fleur de lotus                                           | 1987 |             | Albin Michel             | за текстом «Цзінь пін мей»            |
| Марлен і Юпітер                                        | Marlène et Jupiter                                          | 1988 |             | Yes Company              |                                       |
| Мадоліна                                               | Madoline                                                    | 1990 | 2           | CAP                      |                                       |
| Подвиги Дон Жуана                                      | Les Exploits d'un Don Juan                                  | 1991 |             | Albin Michel             | за текстом Гійома Аполлінера          |
| Кама-сутра                                             | Le Kama Soutra                                              | 1991 |             | Curiosa                  | за текстом Ватсьяяни                  |
| Три материні дочки                                     | Trois filles de leur mère                                   | 1992 |             | Curiosa                  | за текстом П'єра Луї                  |
| Шлях спокути                                           | La voie du repentir                                         | 1992 |             | CAP                      |                                       |
| Монахиня                                               | La religieuse                                               | 1992 |             | Création Art Presse      | за текстом Дені Дідро                 |
| Жерміналь                                              | Germinal                                                    | 1992 |             | Magic Strip              | за текстом Еміля Золя                 |

## Стиль і тематика
Свої роботи для журналів Жорж Пішар часто виконував у кольорі без штриховки. Натомість в коміксах, що видавалися окремо, проявлявся його чорно-білий стиль з багатьма деталями та густою штриховкою. Малюнки виконувались тушшю та кульковою ручкою. Пішар вважав себе доволі повільним художником, тому віддавав перевагу саме чорно-білим зображенням.
Героїні його коміксів — це зухвалі молоді витривалі жінки з підкреслено великими грудьми та стегнами, деталізованими стопами, мигдалеподібної форми очима та виразним макіяжем. Якщо жінки мають досить реалістичне зображення, то чоловіки в Пішара нерідко карикатурні, або просто непривабливі. Сам художник вважав, що його стиль має чимало слабких місць, бо він прагнув не наслідувати когось, а створити власний стиль. Щодо його жіночих образів, Пішар захоплювався картинами Жана Енгра, Жака-Луї Давіда та Альфонса Мухи.
Пішар часто звертався до садо-мазохістської тематики, його героїнь викрадають, відсилають на каторгу чи в гарем, заковують в кайдани, піддають несправедливим покаранням, принижують і катують, а ті при цьому проявляють покірність і виправляються. Дія нерідко відбувається в індустріальних зонах — на гротескних фабриках, кар'єрах, будівництвах. Як згадував сам художник, на нього вплинули бачені в дитинстві картини «Викрадення сабінянок» і «Турецькі лазні» Енгра.

## Оцінки творчості
Жорж Пішар вважається одним з найяскравіших французьких коміксистів 1960-70 років. Хоча славу йому принесла головним чином відверта еротика, нею здобутки не обмежувались. Так, «Одіссей» Жоржа Пішара було визнано часописом «Science Fiction and Fantasy Book Review» за 1979-80 роки як «відмінне осучаснення епосу з науково-фантастичним ухилом».
В «Путівнику Routledge по коміксах» відзначалося, що Пішар «схопив» дух епохи і його еротичні комікси в тематиці та виконанні перегукуються з японською манґою 1980-х. По обидва боки океану в мальованій еротиці створювалися майстерно намальовані твори, що намагалися дослідити, а часом і заперечити суспільні табу, вражаючи читачів бентежними сценами. Одним з найбільших виробників порнографії БДСМ-тематики кінця 1990-х, початку 2000-х — Insex, підкреслювалось, що саме твори Жоржа Пішара з їх «чудернацьким, часто неможливим» бондажем послугували основою для багатьох сцен.